# Au pays du Père Noël
Au pays du Père Noël est une série télévisée d'animation humoristique française réalisée par David Alaux et Éric Tosti. Elle a été diffusée à partir du 1er décembre 2008 sur France 3 durant l'émission pour la jeunesse Toowam, à la façon d'un calendrier de l'Avent. Elle fait partie de l'univers des téléfilms de la même société de production, Spike et Spike 2 et a été diffusé dans plus de cinquante pays.
Au pays du Père Noël, également appelé Spike : Au pays du Père Noël, fut rediffusé sur France 3 dès le 1er décembre 2009 et sur Télétoon (Canal+) à partir du 21 décembre 2010.

## Synopsis
Dans cette série, nous faisons la rencontre des personnages comme le Père Noël, Raymond, Paco, Vito, Tony et les rennes qui nous font découvrir leur vie.

## Fiche technique
- Titre français : Spike : Au pays du Père Noël
- Titre à l'international : Spike: The World of Santa Claus
- Réalisation : David Alaux, Éric Tosti
- Scénario : David Alaux, Éric Tosti, Jean-François Tosti
- Musique : Olivier Cussac
- Mixeurs : David Vincent, Éric Sampieri, Jean-Marc Dussardier
- Département du son (ingénierie, montage) : David Vincent, Éric Sampieri
- Montage : David Alaux, Éric Tosti
- Directeur de la photographie : Abdallah Akhdar
- Direction artistique : Benoît Daffis, Arnaud Valette, Stéphane Loncan
- Animation : Sylvain Perlot, Marion Faugaret, Jérôme Cholet, Cécile Piolot, Matthieu Angelini
- Modélisation :Sylvain Perlot, Marion Faugaret, Dorian Marchesin
- Production :
  - Directeur de production : Jean-François Tosti, Sophie Lamant
  - Production déléguée : Jean-François Tosti
  - Coproduction : Patrice Masini
- Société de productions : Master Image Programmes, Indigo Film & Television
  - Production déléguée : TAT Productions
  - Coproduction : Homemade Productions
- Société de distribution : PSG Entertainment, Région Midi-Pyrénées
- Langue : Français
- Pays :  France
- Genres :  Animation, comédie
- Durée : 1 minute

## Anecdote
- On retrouve quelques personnages dans le film Les As de la jungle : Opération banquise qui fait suite à la série Les As de la jungle dans laquelle chaque épisode correspond aussi à un mini-reportage centré cette fois sur des animaux de la jungle.

## Distribution
- Jean-Philippe Puymartin : Reporter
- Med Hondo : Raymond
- Michel Mella : Paco, Vito
- Gilbert Lévy : Tony
- Richard Duval : Père Noël
- David Vincent : Bouli